# Basitropis relicta
Basitropis relicta là một loài bọ cánh cứng thuộc chi Basitropis, trong họ Anthribidae. Loài này được Blackburn mô tả khoa học lần đầu tiên năm 1900.